# Genevieve Clottey
Genevieve Clottey (auch: Genevive Clottey; * 25. April 1969) ist eine ehemalige ghanaische Fußballspielerin.

## Karriere
Clottey begann in den frühen 1980er Jahren mit dem Fußballspielen und spielte seit 1991 für die erste Mannschaft der Ghatel Ladies, zuletzt als Spielführerin des Teams in der Greater Accra Women Soccer League. Anfang 2003 beendete sie ihre Vereinskarriere.
Die 168 cm große Mittelfeldspielerin war die erste Spielführerin der ghanaischen Nationalmannschaft („Black Queens“) und nahm mit der Nationalmannschaft an den Weltmeisterschaften 1999 und 2003 teil, wo sie insgesamt sechs Partien bestritt. Außerdem stand sie bei den Afrikameisterschaften 1998 und 2000 im Kader der Black Queens. 2004 wird Clottey zum letzten Mal als Nationalspielerin bezeichnet.